# Trần Thiệu Khoan
Trần Thiệu Khoan (sinh năm 1889 – mất 30 tháng 7 năm 1969), tự Hậu Phủ, sinh ra ở Phúc Kiến, Trung Hoa Dân Quốc. Ông tham gia quân đội của Tưởng Giới Thạch và là đảng viên của Quốc Dân Đảng. Ông giữ chức Tư lệnh lực lượng Hải quân thuộc Quốc dân Cách mạng Quân Trung Hoa Dân Quốc và là sĩ quan Hải quân duy nhất trong lịch sử Quân đội Trung Hoa Dân quốc giữ cấp bậc Đô đốc 4 sao (các đô đốc Hải quân khác đều thăng 4 sao khi không còn phục vụ trong Hải quân). 